# Tratamiento vibracional de cuerpo entero
El término tratamiento vibracional de cuerpo entero  (también, vibración de cuerpo entero) se refiere al uso de cualquier vibración de frecuencia determinada que se transfiere al cuerpo humano en su totalidad (no en una parte determinada) con el objetivo de mejorar los síntomas de algunas patologías. La variación de frecuencia de la vibración (Hz) y la longitud de onda (λ) determinarán el tipo de vibración emitida y también sus efectos en el organismo.

## Historia
Los primeros tratamientos vibracionales aplicados para mejorar alguna capacidad del cuerpo humano fueron las plataformas oscilantes o vibratorias orientadas al ámbito deportivo y el fitness. Estos sistemas de microvibraciones provocan una rápida contracción y distensión de los músculos, a una velocidad muy superior del entrenamiento tradicional con la finalidad de conseguir el mismo rendimiento que un sistema tradicional, pero en un espacio de tiempo menor, y sin necesidades de realizar movimientos o un movimiento muy reducido.

## Aplicaciones terapéuticas
También se han probado desde hace años los tratamientos vibracionales para complementar algunos tratamientos médicos o de fisioterapia. La vibración de cuerpo entero puede también aplicarse en métodos de estimulación biomecánica (BMS) u oscilación biomecánica (BMO), métodos de entrenamiento que utilizan estimulación mecánica de baja amplitud y baja frecuencia para ejercitar estructuras musculoesqueléticas y mejorar la fuerza muscular, la potencia o la flexibilidad.

En el ámbito de la fisioterapia y la medicina, se ha demostrado la eficacia de las terapias vibratorias o vibroterapias para mejorar la sintomatología de patologías como fibromialgia, ataxia cerebelosa, enfermedad de Parkinson, esclerosis múltiple, apoplejía u obesidad, entre otras. Además, también se ha visto que son efectivas para reducir algunos síntomas del envejecimiento, para aumentar el rendimiento en el ejercicio y la recuperación tras el esfuerzo físico e incluso para aliviar el dolor en casos de mujeres operadas de cáncer de mama.